# Witte specht
De witte specht (Melanerpes candidus) is een middelgrote Zuid-Amerikaanse specht. Hij heeft een karakteristiek zwart-wit verenkleed en een duidelijke gele oogring. De witte specht is een sociale vogel die leeft van vruchten, zaden, honing en insecten.

## Uiterlijke kenmerken
Een volwassen witte specht heeft een lichaamslengte tussen de 24 en 29 centimeter en een gewicht tussen de 98 en 136 gram. Het verenkleed aan de onderzijde en op de kop is wit tot crème-wit. De bovenveren op de vleugels en de staart zijn zwart met een blauwe glans. De slagpennen en staartveren zijn bruinig zwart. Het witte verenkleed loopt bij de staart enigszins door. De buitenste staartpennen hebben vaak een aantal witte vlekken aan het einde. De ondervleugels zijn grijsbruin met zwarte dekveren. Op de onderbuik bevindt zich vaak een lichtgele vlek. Vanaf de achterkant van het oog loopt een zwarte, naar beneden gekromde streep door tot in de nek.
De witte specht heeft een brede goudgele oogring. De zwarte, relatief lange snavel heeft een enigszins beitelvormige punt. Aan de basis is de snavel relatief breed en vaalzwart of groenig gekleurd. De poten zijn olijf- tot grijsgroen of bruin gekleurd. De iris is wit tot blauwig wit of geel.

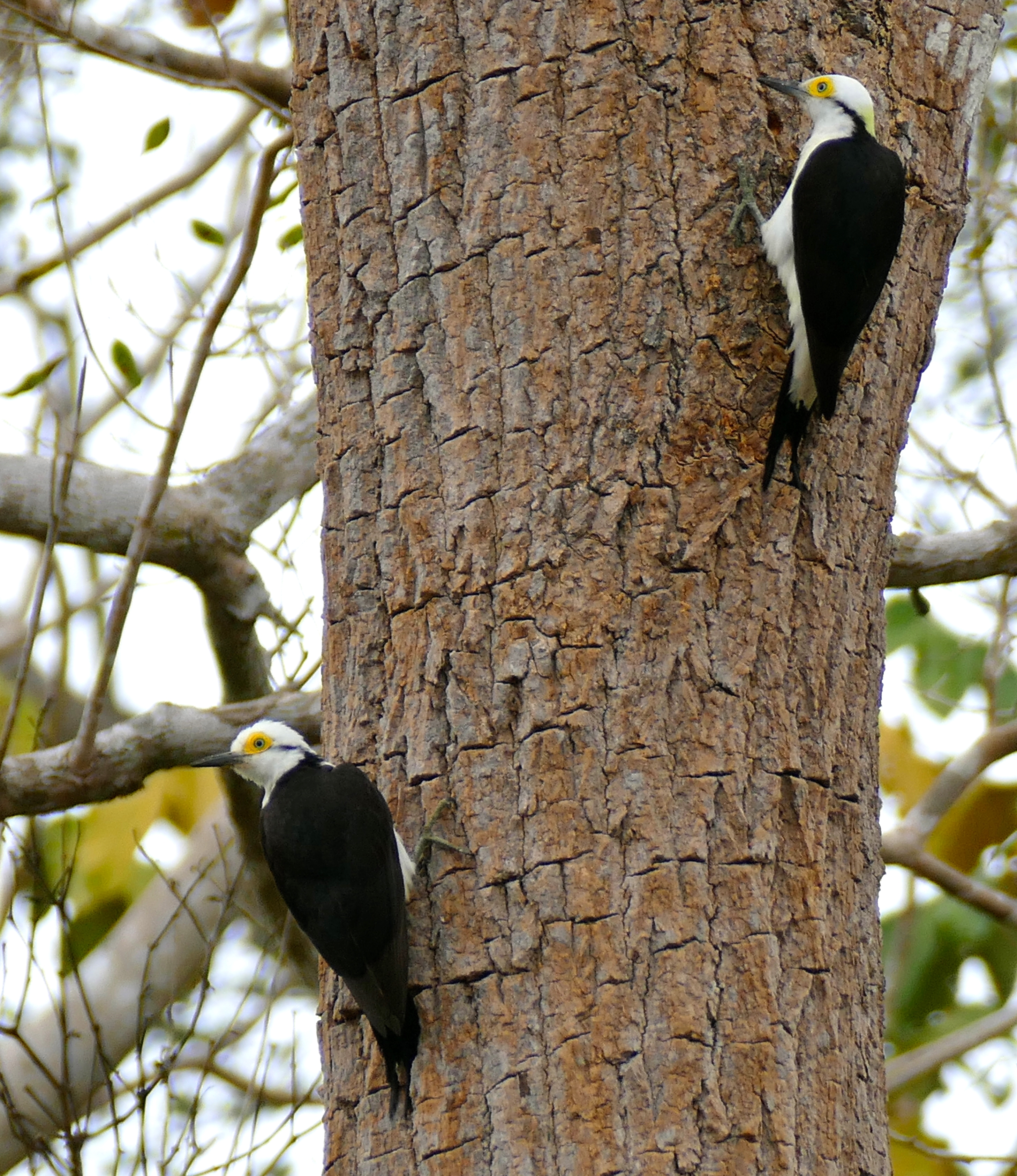
Het mannetje (rechts) heeft een duidelijk gele vlek in de nek

De geslachten van de witte specht lijken sterk op elkaar. Het mannetje is te onderscheiden doordat de langere veren in de ondernek lichtgeel zijn gekleurd. Bij het vrouwtje is de zwarte streep tussen het oog en de nek valer gekleurd. Het juveniel lijkt sterk op een volwassen vogel. De zwarte veren zijn echter bruiner gekleurd en minder glanzend. Ook de witte veren zijn wat bruiner. De gele vlek op de buik is doffer en de oogring is grijs en minder opvallend. De gele vlek op het achterhoofd van een juveniel mannetje loopt van de ondernek tot de kruin. Een juveniel vrouwtje heeft een onderbroken gele band op het achterhoofd.

## Gedrag en levenswijze
De witte specht is een sociale vogel die zich vaak in kleine, luidruchtige groepen ophoudt. De contactroep, die meestal in de vlucht wordt gebruikt, klinkt als kirr-kirr-kirr of een sternachtig krie-krie-krie-kriek. In rust klinkt hun roep als ghirrch of kreer. De specht roffelt waarschijnlijk niet of uiterst zelden, maar hier is nog weinig studie naar verricht.
De witte specht is een standvogel. Groepen witte spechten op zoek naar voedsel leggen echter regelmatig grote afstanden af, vaak hoog in de lucht. Regelmatig wordt de reis onderbroken om in fruitbomen te foerageren. In tegenstelling tot de meeste spechtsoorten heeft de witte specht een rechte vlucht met een diepe vleugelslag.

### Voedsel

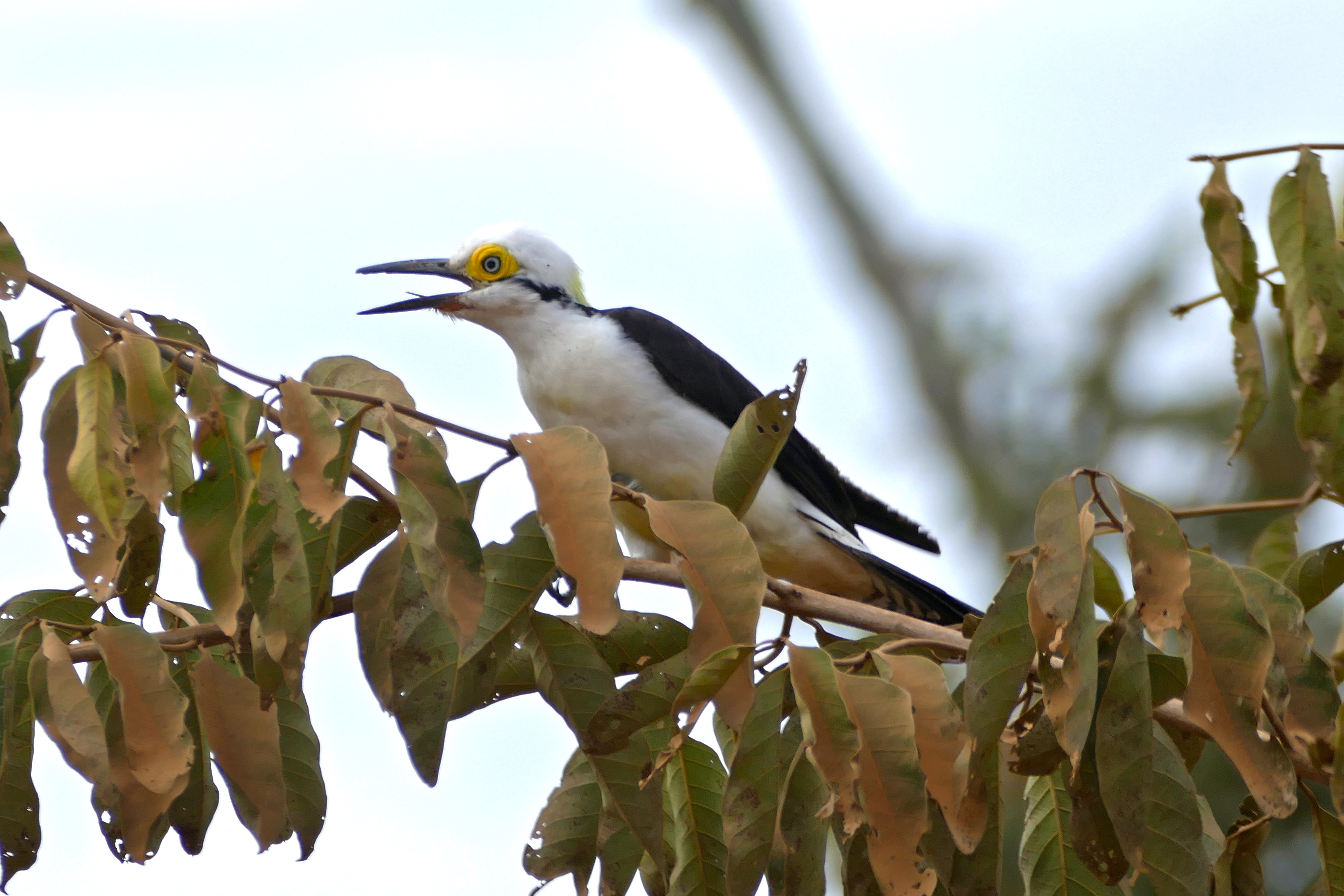
Foeragerende witte specht in Poconé, Brazilië

Het voedsel van de witte specht bestaat voornamelijk uit vruchten en zaden. De specht foerageert meestal in groepen van vijf tot acht vogels in open gebieden, waarbij regelmatig grote afstanden worden afgelegd. Soms doet hij dit gezamenlijk met spechten van het geslacht Colaptes. Door in groepen te foerageren, kunnen fruitbomen eerder worden ontdekt en ik de kans op predatie kleiner.
Net als de meeste spechten voedt de witte specht zich ook met insecten. Hij breekt regelmatig bijen- en wespennesten open, om zich vervolgens met de larven en de honing te voeden. De verstoorde bijen en wespen worden daarbij in de vlucht gevangen. Ook is waargenomen dat de witte specht zich voedde met vlees dat buiten te drogen hing.

### Voortplanting
Het broedseizoen van de witte specht loopt van september tot november. De balts bestaat onder andere uit het springend omhoog klimmen met flapperende vleugels en het op en neer vliegen tussen twee takken. Het mannetje houdt tijdens de balts zijn kopveren meestal overeind.
Het nest bevindt zich in een uitgehakte boomholte, maar kan waarschijnlijk ook in holtes in rotsen worden gebouwd. Een broedsel bestaat uit drie à vier eieren, die door beide ouders worden uitgebroed. Mogelijk broeden witte spechten ook in kolonieverband. 35 dagen na het uitkomen van de eieren zijn de jonge spechten vliegvlug.

## Verspreiding en leefgebied
De witte specht komt in Zuid-Amerika voor van de benedenloop van de Amazone in Brazilië tot oostelijk Bolivia, Paraguay, westelijk Uruguay en Argentinië. Ook komt hij voor in Peru, Frans-Guyana, zuidelijk Suriname en de Surinaamse kuststreek. Er worden geen ondersoorten onderscheiden.
Het leefgebied van de witte specht bestaat voornamelijk uit droge subtropische wouden, beboste terreinen en savannes met genoeg vegetatie. Ook komt de witte specht voor in mangroven, bosranden en in gecultiveerd landschap, zoals boomgaarden en plantages. Hij gedijt ogenschijnlijk goed in aanplantingen van geïntroduceerde plantensoorten, zoals eucalyptus en populier. De specht kan worden aangetroffen tot op een hoogte van 2200 meter boven zeeniveau.

### Beschermingsstatus
De witte specht wordt in veel gebieden bejaagd omdat hij schade toebrengt aan boomgaarden en plantages. Rond Buenos Aires wordt hij bovendien verhandelt als kooivogel. De witte specht is echter wijdverspreid in Zuid-Amerika en komt voor in een groot aantal beschermde reservaten en nationale parken. Hij schijnt tolerant te zijn tegenover ontbossing en populaties nemen met name toe in stedelijk gebied. De witte specht staat derhalve als 'niet bedreigd' (LC of Least Concern) op de Rode Lijst van de IUCN.